# セキショウモ
セキショウモ(Vallisneria asiatica)は、トチカガミ科セキショウモ属に分類される沈水性の水草。和名は、葉がサトイモ科のセキショウに似ていることから付けられた。テープグラスやヴァリスとも呼ばれる。

## 分布
日本（北海道から九州）を含むアジア、オーストラリアに分布しているとされる。湖沼やため池、河川、水路などに生育している。

## 形態、生態
多年草。葉は根生の線形葉で、長さ10-80cm、幅3-9mm。葉の先端の縁には細かい鋸歯がある。匍匐茎を伸ばして生長する。
セキショウモの花は水媒花（en）で、花期は8-10月。雌雄異株で、雌花には花弁がなく、水面で開花する。雄花は水中の花茎から離れて水面に浮かび、白い花粉を多く生産する。花粉は水面を漂い、水面で開花している雌花に届いて受粉する。

## 変種
- ネジレモ（V. a. var. biwaensis）
  - 琵琶湖・淀川水系の固有種。栽培された株がアクアリウム用として出回っている。
- ヒロハノセキショウモ（ヒラモ、V. a. var. higoensis）
  - 日本固有種。葉の幅がやや広いなどの違いがある。

## 類似種
同属のコウガイモなどに似るが、コウガイモは葉縁全体に鋸歯がある点や、地中に殖芽を形成する点などで区別できる。また、ナガエミクリなど沈水葉をつけるミクリ属の植物にも似るが、鋸歯や葉脈の様子を比較することで区別は容易である。

## 利用
他のセキショウモ属植物と同様、アクアリウムで利用されることがある。その際の名称は、属名のバリスネリアとされることもある。ヘラモ（篦藻）とも言い、福井県小浜市矢代の浜に流れ着いた異人が飢えをしのいで食べたという言い伝えにより、彼らを供養する手杵祭の儀式で食す。